# 同盟党
同盟党（どうめいとう、フェロー語: Sambandsflokkurin）は、フェロー諸島の政党。党首は、バールドゥル・ア・スタイグ・ニールセン。
2000年代から盛んとなっているフェロー諸島共和国としての独立には反対し、グリーンランドと同じくデンマーク王国を構成する一員であり続けるべきであるとしている。なお、デンマーク本土の政党であるヴェンスタとは党友関係にある。